# Lijst van metrostations in New York
Dit is een lijst van metrostations in New York. Hierin worden alle stations genoemd die deel uitmaken van de metro van New York.
| Station                                 |  | Lijn                                              | Dienst   |
| --------------------------------------- |  | ------------------------------------------------- | -------- |
| Court Street                            |  | Fourth Avenue Line                                |          |
| Lawrence Street-MetroTech               |  | Fourth Avenue Line                                |          |
| DeKalb Avenue                           |  | Fourth Avenue Line                                |          |
| Atlantic Avenue-Pacific Street          |  | Fourth Avenue Line                                |          |
| Union Street                            |  | Fourth Avenue Line                                |          |
| 9th Street                              |  | Fourth Avenue Line                                |          |
| Prospect Avenue                         |  | Fourth Avenue Line                                |          |
| 25th Street                             |  | Fourth Avenue Line                                |          |
| 36th Street                             |  | Fourth Avenue Line                                |          |
| 45th Street                             |  | Fourth Avenue Line                                |          |
| 53rd Street                             |  | Fourth Avenue Line                                |          |
| 59th Street                             |  | Fourth Avenue Line                                |          |
| Bay Ridge Avenue                        |  | Fourth Avenue Line                                |          |
| 77th Street                             |  | Fourth Avenue Line                                |          |
| 86th Street                             |  | Fourth Avenue Line                                |          |
| 95th Street                             |  | Fourth Avenue Line                                |          |
| 7th Avenue                              |  | Sixth Avenue Line                                 |          |
| 57th Street                             |  | Sixth Avenue Line                                 |          |
| 47th-50th Streets-Rockefeller Center    |  | Sixth Avenue Line                                 |          |
| 42nd Street-Bryant Park                 |  | Sixth Avenue Line                                 |          |
| 23rd Street                             |  | Sixth Avenue Line                                 |          |
| 14th Street                             |  | Sixth Avenue Line                                 |          |
| West Fourth Street-Washington Square    |  | Sixth Avenue Line                                 |          |
| Broadway-Lafayette Street               |  | Sixth Avenue Line                                 |          |
| Grand Street                            |  | Sixth Avenue Line                                 |          |
| 2nd Avenue                              |  | Sixth Avenue Line                                 |          |
| Delancey Street                         |  | Sixth Avenue Line                                 |          |
| East Broadway                           |  | Sixth Avenue Line                                 |          |
| York Street                             |  | Sixth Avenue Line                                 |          |
| 207th Street                            |  | Eighth Avenue Line                                |          |
| Dyckman Street                          |  | Eighth Avenue Line                                |          |
| 190th Street                            |  | Eighth Avenue Line                                |          |
| 181st Street                            |  | Eighth Avenue Line                                |          |
| 175th Street-GW Bridge Bus Terminal     |  | Eighth Avenue Line                                |          |
| 168th Street                            |  | Eighth Avenue Line                                |          |
| 163rd Street                            |  | Eighth Avenue Line                                |          |
| 155th Street                            |  | Eighth Avenue Line                                |          |
| 145th Street                            |  | Eighth Avenue Line                                |          |
| 135th Street                            |  | Eighth Avenue Line                                |          |
| 125th Street                            |  | Eighth Avenue Line                                |          |
| 116th Street                            |  | Eighth Avenue Line                                |          |
| 110th Street                            |  | Eighth Avenue Line                                |          |
| 103rd Street                            |  | Eighth Avenue Line                                |          |
| 96th Street                             |  | Eighth Avenue Line                                |          |
| 86th Street                             |  | Eighth Avenue Line                                |          |
| 81st Street-Museum of Natural History   |  | Eighth Avenue Line                                |          |
| 72nd Street                             |  | Eighth Avenue Line                                |          |
| 59th Street-Columbus Circle             |  | Eighth Avenue Line Broadway-Seventh Avenue Line   |          |
| 50th Street                             |  | Eighth Avenue Line                                |          |
| 42nd Street-Port Authority Bus Terminal |  | Eighth Avenue Line                                |          |
| 34th Street-Penn Station                |  | Eighth Avenue Line                                |          |
| 23rd Street                             |  | Eighth Avenue Line                                |          |
| 14th Street                             |  | Eighth Avenue Line Canarsie Line                  |          |
| West Fourth Street-Washington Square    |  | Eighth Avenue Line                                |          |
| Spring Street                           |  | Eighth Avenue Line                                |          |
| Canal Street                            |  | Eighth Avenue Line                                |          |
| Chambers Street                         |  | Eighth Avenue Line                                |          |
| World Trade Center                      |  | Eighth Avenue Line                                |          |
| Broadway-Nassau Street                  |  | Eighth Avenue Line                                |          |
| High Street-Brooklyn Bridge             |  | Eighth Avenue Line                                |          |
| Times Square                            |  | 42nd Street Shuttle                               |          |
| 42nd Street-Grand Central               |  | 42nd Street Shuttle                               |          |
| 21st Street-Queensbridge                |  | 63rd Street Line                                  |          |
| Roosevelt Island                        |  | 63rd Street Line                                  |          |
| Lexington Avenue-63rd Street            |  | 63rd Street Line                                  |          |
| Jamaica Center-Parsons/Archer           |  | Archer Avenue Line                                |          |
| Sutphin Boulevard-Archer Avenue-JFK     |  | Archer Avenue Line                                |          |
| Jamaica-Van Wyck                        |  | Archer Avenue Line                                |          |
| Ditmars Boulevard-Astoria               |  | Astoria Line                                      |          |
| Astoria Boulevard                       |  | Astoria Line                                      |          |
| 30th Avenue-Grand Avenue                |  | Astoria Line                                      |          |
| Broadway                                |  | Astoria Line                                      |          |
| 36th Avenue-Washington Avenue           |  | Astoria Line                                      |          |
| 39th Avenue-Beebe Avenue                |  | Astoria Line                                      |          |
| Queensboro Plaza                        |  | Astoria Line                                      |          |
| Atlantic Avenue                         |  | Brighton Line                                     |          |
| 7th Avenue                              |  | Brighton Line                                     |          |
| Prospect Park                           |  | Brighton Line                                     |          |
| Parkside Avenue                         |  | Brighton Line                                     |          |
| Church Avenue                           |  | Brighton Line                                     |          |
| Beverley Road                           |  | Brighton Line                                     |          |
| Cortelyou Road                          |  | Brighton Line                                     |          |
| Newkirk Avenue                          |  | Brighton Line                                     |          |
| Avenue H                                |  | Brighton Line                                     |          |
| Avenue J                                |  | Brighton Line                                     |          |
| Avenue M                                |  | Brighton Line                                     |          |
| Kings Highway                           |  | Brighton Line                                     |          |
| Avenue U                                |  | Brighton Line                                     |          |
| Neck Road                               |  | Brighton Line                                     |          |
| Sheepshead Bay                          |  | Brighton Line                                     |          |
| Brighton Beach                          |  | Brighton Line                                     |          |
| Ocean Parkway                           |  | Brighton Line                                     |          |
| West Eighth Street-New York Aquarium    |  | Brighton Line                                     |          |
| Coney Island-Stillwell Avenue           |  | Brighton Line                                     |          |
| Lexington Avenue/59th Street            |  | Broadway Line                                     |          |
| 5th Avenue                              |  | Broadway Line                                     |          |
| 57th Street                             |  | Broadway Line                                     |          |
| 49th Street                             |  | Broadway Line                                     |          |
| Times Square-42nd Street                |  | Broadway Line                                     |          |
| 34th Street-Herald Square               |  | Broadway Line Sixth Avenue Line                   |          |
| 28th Street                             |  | Broadway Line                                     |          |
| 23rd Street                             |  | Broadway Line                                     |          |
| 14th Street-Union Square                |  | Broadway Line Canarsie Line Lexington Avenue Line |          |
| 8th Street                              |  | Broadway Line                                     |          |
| Prince Street                           |  | Broadway Line                                     |          |
| Canal Street                            |  | Broadway Line                                     |          |
| City Hall                               |  | Broadway Line                                     |          |
| Cortlandt Street                        |  | Broadway Line                                     |          |
| Rector Street                           |  | Broadway Line                                     |          |
| Whitehall Street-South Ferry            |  | Broadway Line                                     |          |
| Van Cortlandt Park-242nd Street         |  | Broadway-Seventh Avenue Line                      |          |
| 238th Street                            |  | Broadway-Seventh Avenue Line                      |          |
| 231st Street                            |  | Broadway-Seventh Avenue Line                      |          |
| Marble Hill-225th Street                |  | Broadway-Seventh Avenue Line                      |          |
| 215th Street                            |  | Broadway-Seventh Avenue Line                      |          |
| 207th Street                            |  | Broadway-Seventh Avenue Line                      |          |
| Dyckman Street                          |  | Broadway-Seventh Avenue Line                      |          |
| 191st Street                            |  | Broadway-Seventh Avenue Line                      |          |
| 181st Street                            |  | Broadway-Seventh Avenue Line                      |          |
| 168th Street                            |  | Broadway-Seventh Avenue Line                      |          |
| 157th Street                            |  | Broadway-Seventh Avenue Line                      |          |
| 145th Street                            |  | Broadway-Seventh Avenue Line                      |          |
| 137th Street-City College               |  | Broadway-Seventh Avenue Line                      |          |
| 125th Street                            |  | Broadway-Seventh Avenue Line                      |          |
| 116th Street-Columbia University        |  | Broadway-Seventh Avenue Line                      |          |
| Cathedral Parkway-110th Street          |  | Broadway-Seventh Avenue Line                      |          |
| 103rd Street                            |  | Broadway-Seventh Avenue Line                      |          |
| 96th Street                             |  | Broadway-Seventh Avenue Line                      |          |
| 86th Street                             |  | Broadway-Seventh Avenue Line                      |          |
| 79th Street                             |  | Broadway-Seventh Avenue Line                      |          |
| 72nd Street                             |  | Broadway-Seventh Avenue Line                      |          |
| 66th Street-Lincoln Center              |  | Broadway-Seventh Avenue Line                      |          |
| 50th Street                             |  | Broadway-Seventh Avenue Line                      |          |
| Times Square-42nd Street                |  | Broadway-Seventh Avenue Line                      |          |
| 34th Street-Penn Station                |  | Broadway-Seventh Avenue Line                      |          |
| 28th Street                             |  | Broadway-Seventh Avenue Line                      |          |
| 23rd Street                             |  | Broadway-Seventh Avenue Line                      |          |
| 18th Street                             |  | Broadway-Seventh Avenue Line                      |          |
| 14th Street                             |  | Broadway-Seventh Avenue Line                      |          |
| Christopher Street                      |  | Broadway-Seventh Avenue Line                      |          |
| Canal Street                            |  | Broadway-Seventh Avenue Line                      |          |
| Franklin Street                         |  | Broadway-Seventh Avenue Line                      |          |
| Chambers Street                         |  | Broadway-Seventh Avenue Line                      |          |
| WTC Cortlandt                           |  | Broadway-Seventh Avenue Line                      |          |
| Rector Street                           |  | Broadway-Seventh Avenue Line                      |          |
| South Ferry                             |  | Broadway-Seventh Avenue Line                      |          |
| Park Place                              |  | Broadway-Seventh Avenue Line                      |          |
| Fulton Street                           |  | Broadway-Seventh Avenue Line                      |          |
| Wall Street                             |  | Broadway-Seventh Avenue Line                      |          |
| Clark Street                            |  | Broadway-Seventh Avenue Line                      |          |
| Borough Hall                            |  | Broadway-Seventh Avenue Line                      |          |
| 8th Avenue                              |  | Canarsie Line                                     |          |
| 6th Avenue                              |  | Canarsie Line                                     |          |
| Union Square-14th Street                |  | Canarsie Line                                     |          |
| 3rd Avenue                              |  | Canarsie Line                                     |          |
| 1st Avenue                              |  | Canarsie Line                                     |          |
| Bedford Avenue                          |  | Canarsie Line                                     |          |
| Lorimer Street                          |  | Canarsie Line                                     |          |
| Graham Avenue                           |  | Canarsie Line                                     |          |
| Grand Street                            |  | Canarsie Line                                     |          |
| Montrose Avenue                         |  | Canarsie Line                                     |          |
| Morgan Avenue                           |  | Canarsie Line                                     |          |
| Jefferson Street                        |  | Canarsie Line                                     |          |
| DeKalb Avenue                           |  | Canarsie Line                                     |          |
| Myrtle-Wyckoff Avenues                  |  | Canarsie Line                                     |          |
| Halsey Street                           |  | Canarsie Line                                     |          |
| Wilson Avenue                           |  | Canarsie Line                                     |          |
| Bushwick Avenue-Aberdeen Street         |  | Canarsie Line                                     |          |
| Broadway Junction                       |  | Canarsie Line                                     |          |
| Atlantic Avenue                         |  | Canarsie Line                                     |          |
| Sutter Avenue                           |  | Canarsie Line                                     |          |
| Livonia Avenue                          |  | Canarsie Line                                     |          |
| New Lots Avenue                         |  | Canarsie Line                                     |          |
| East 105th Street                       |  | Canarsie Line                                     |          |
| Rockaway Parkway                        |  | Canarsie Line                                     |          |
| 205th Street                            |  | Concourse Line                                    |          |
| Bedford Park Boulevard                  |  | Concourse Line                                    |          |
| Kingsbridge Road                        |  | Concourse Line                                    |          |
| Fordham Road                            |  | Concourse Line                                    |          |
| 182nd-183rd Streets                     |  | Concourse Line                                    |          |
| Tremont Avenue                          |  | Concourse Line                                    |          |
| 174th-175th Streets                     |  | Concourse Line                                    |          |
| 170th Street                            |  | Concourse Line                                    |          |
| 167th Street                            |  | Concourse Line                                    |          |
| 161st Street                            |  | Concourse Line                                    |          |
| 155th Street                            |  | Concourse Line                                    |          |
| 145th Street                            |  | Concourse Line                                    |          |
| Court Square                            |  | Crosstown Line                                    |          |
| 21st Street                             |  | Crosstown Line                                    |          |
| Greenpoint Avenue                       |  | Crosstown Line                                    |          |
| Nassau Avenue                           |  | Crosstown Line                                    |          |
| Metropolitan Avenue                     |  | Crosstown Line                                    |          |
| Broadway                                |  | Crosstown Line                                    |          |
| Flushing Avenue                         |  | Crosstown Line                                    |          |
| Myrtle-Willoughby Avenues               |  | Crosstown Line                                    |          |
| Bedford-Nostrand Avenues                |  | Crosstown Line                                    |          |
| Classon Avenue                          |  | Crosstown Line                                    |          |
| Clinton-Washington Avenues              |  | Crosstown Line                                    |          |
| Fulton Street                           |  | Crosstown Line                                    |          |
| Hoyt-Schermerhorn Street                |  | Crosstown Line                                    |          |
| Jay Street-Borough Hall                 |  | Culver Line                                       |          |
| Bergen Street                           |  | Culver Line                                       |          |
| Carroll Street                          |  | Culver Line                                       |          |
| Smith-Ninth Streets                     |  | Culver Line                                       |          |
| 4th Avenue                              |  | Culver Line                                       |          |
| 7th Avenue                              |  | Culver Line                                       |          |
| 15th Street-Prospect Park               |  | Culver Line                                       |          |
| Fort Hamilton Parkway                   |  | Culver Line                                       |          |
| Church Avenue                           |  | Culver Line                                       |          |
| 9th Avenue                              |  | Culver Shuttle                                    | gesloten |
| Ditmas Avenue                           |  | Culver Line                                       |          |
| 18th Avenue                             |  | Culver Line                                       |          |
| Avenue I                                |  | Culver Line                                       |          |
| Bay Parkway                             |  | Culver Line                                       |          |
| Avenue N                                |  | Culver Line                                       |          |
| Avenue P                                |  | Culver Line                                       |          |
| Kings Highway                           |  | Culver Line                                       |          |
| Avenue U                                |  | Culver Line                                       |          |
| Avenue X                                |  | Culver Line                                       |          |
| Neptune Avenue                          |  | Culver Line                                       |          |
| West Eighth Street-New York Aquarium    |  | Culver Line                                       |          |
| Coney Island-Stillwell Avenue           |  | Culver Line                                       |          |
| Eastchester-Dyre Avenue                 |  | Dyre Avenue Line                                  |          |
| Baychester Avenue                       |  | Dyre Avenue Line                                  |          |
| Gun Hill Road                           |  | Dyre Avenue Line                                  |          |
| Pelham Parkway                          |  | Dyre Avenue Line                                  |          |
| Morris Park                             |  | Dyre Avenue Line                                  |          |
| East 180th Street                       |  | Dyre Avenue Line                                  | gesloten |
| Borough Hall                            |  | Eastern Parkway Line                              |          |
| Hoyt Street-Fulton Mall                 |  | Eastern Parkway Line                              |          |
| Nevins Street                           |  | Eastern Parkway Line                              |          |
| Atlantic Avenue                         |  | Eastern Parkway Line                              |          |
| Bergen Street                           |  | Eastern Parkway Line                              |          |
| Grand Army Plaza                        |  | Eastern Parkway Line                              |          |
| Eastern Parkway-Brooklyn Museum         |  | Eastern Parkway Line                              |          |
| Franklin Avenue                         |  | Eastern Parkway Line                              |          |
| Nostrand Avenue                         |  | Eastern Parkway Line                              |          |
| Kingston Avenue                         |  | Eastern Parkway Line                              |          |
| Utica Avenue                            |  | Eastern Parkway Line                              |          |
| Main Street-Flushing                    |  | Flushing Line                                     |          |
| Willets Point-Shea Stadium              |  | Flushing Line                                     |          |
| 111th Street                            |  | Flushing Line                                     |          |
| 103rd Street-Corona Plaza               |  | Flushing Line                                     |          |
| Junction Boulevard                      |  | Flushing Line                                     |          |
| 90th Street-Elmhurst Avenue             |  | Flushing Line                                     |          |
| 82nd Street-Jackson Heights             |  | Flushing Line                                     |          |
| 74th Street-Broadway                    |  | Flushing Line                                     |          |
| 69th Street-Fisk Avenue                 |  | Flushing Line                                     |          |
| 61st Street-Woodside                    |  | Flushing Line                                     |          |
| 52nd Street-Lincoln Avenue              |  | Flushing Line                                     |          |
| 46th Street-Bliss Street                |  | Flushing Line                                     |          |
| 40th Street-Lowery Street               |  | Flushing Line                                     |          |
| 33rd Street-Rawson Street               |  | Flushing Line                                     |          |
| Queensboro Plaza                        |  | Flushing Line                                     |          |
| 45th Road-Court House Square            |  | Flushing Line                                     |          |
| Hunters Point Avenue                    |  | Flushing Line                                     |          |
| Vernon Boulevard-Jackson Avenue         |  | Flushing Line                                     |          |
| 42nd Street-Grand Central               |  | Flushing Line                                     |          |
| 5th Avenue-Bryant Park                  |  | Flushing Line                                     |          |
| Times Square                            |  | Flushing Line                                     |          |
| 34th Street-Hudson Yards                |  | Flushing Line                                     |          |
| Franklin Avenue                         |  | Franklin Avenue Line                              |          |
| Dean Street                             |  | Franklin Avenue Line                              | gesloten |
| Park Place                              |  | Franklin Avenue Line                              |          |
| Botanic Garden                          |  | Franklin Avenue Line                              |          |
| Prospect Park                           |  | Franklin Avenue Line                              |          |
| Jay Street-Borough Hall                 |  | Fulton Street Line                                |          |
| Hoyt-Schermerhorn Street                |  | Fulton Street Line                                |          |
| Lafayette Avenue                        |  | Fulton Street Line                                |          |
| Clinton-Washington Avenues              |  | Fulton Street Line                                |          |
| Franklin Avenue                         |  | Fulton Street Line                                |          |
| Nostrand Avenue                         |  | Fulton Street Line                                |          |
| Kingston-Throop Avenues                 |  | Fulton Street Line                                |          |
| Utica Avenue                            |  | Fulton Street Line                                |          |
| Ralph Avenue                            |  | Fulton Street Line                                |          |
| Rockaway Avenue                         |  | Fulton Street Line                                |          |
| Broadway Junction                       |  | Fulton Street Line                                |          |
| Liberty Avenue                          |  | Fulton Street Line                                |          |
| Van Siclen Avenue                       |  | Fulton Street Line                                |          |
| Shepherd Avenue                         |  | Fulton Street Line                                |          |
| Euclid Avenue                           |  | Fulton Street Line                                |          |
| Grant Avenue                            |  | Fulton Street Line                                |          |
| 80th Street-Hudson Street               |  | Fulton Street Line                                |          |
| 88th Street-Boyd Avenue                 |  | Fulton Street Line                                |          |
| Rockaway Boulevard                      |  | Fulton Street Line                                |          |
| 104th Street                            |  | Fulton Street Line                                |          |
| 111th Street                            |  | Fulton Street Line                                |          |
| Lefferts Boulevard                      |  | Fulton Street Line                                |          |
| 121st Street                            |  | Jamaica Line                                      |          |
| 111th Street                            |  | Jamaica Line                                      |          |
| 104th Street                            |  | Jamaica Line                                      |          |
| Woodhaven Boulevard                     |  | Jamaica Line                                      |          |
| 85th Street-Forest Parkway              |  | Jamaica Line                                      |          |
| 75th Street                             |  | Jamaica Line                                      |          |
| Cypress Hills                           |  | Jamaica Line                                      |          |
| Crescent Street                         |  | Jamaica Line                                      |          |
| Norwood Avenue                          |  | Jamaica Line                                      |          |
| Cleveland Street                        |  | Jamaica Line                                      |          |
| Van Siclen Avenue                       |  | Jamaica Line                                      |          |
| Alabama Avenue                          |  | Jamaica Line                                      |          |
| Broadway Junction                       |  | Jamaica Line                                      |          |
| Chauncey Street                         |  | Jamaica Line                                      |          |
| Halsey Street                           |  | Jamaica Line                                      |          |
| Gates Avenue                            |  | Jamaica Line                                      |          |
| Kosciuszko Street                       |  | Jamaica Line                                      |          |
| Myrtle Avenue                           |  | Jamaica Line                                      |          |
| Flushing Avenue                         |  | Jamaica Line                                      |          |
| Lorimer Street                          |  | Jamaica Line                                      |          |
| Hewes Street                            |  | Jamaica Line                                      |          |
| Marcy Avenue                            |  | Jamaica Line                                      |          |
| Woodlawn                                |  | Jerome Avenue Line                                |          |
| Mosholu Parkway                         |  | Jerome Avenue Line                                |          |
| Bedford Park Boulevard                  |  | Jerome Avenue Line                                |          |
| Kingsbridge Road                        |  | Jerome Avenue Line                                |          |
| Fordham Road                            |  | Jerome Avenue Line                                |          |
| 183rd Street                            |  | Jerome Avenue Line                                |          |
| Burnside Avenue                         |  | Jerome Avenue Line                                |          |
| 176th Street                            |  | Jerome Avenue Line                                |          |
| Mount Eden Avenue                       |  | Jerome Avenue Line                                |          |
| 170th Street                            |  | Jerome Avenue Line                                |          |
| 167th Street                            |  | Jerome Avenue Line                                |          |
| 161st Street-Yankee Stadium             |  | Jerome Avenue Line                                |          |
| 149th Street-Grand Concourse            |  | Jerome Avenue Line White Plains Road Line         |          |
| 138th Street                            |  | Jerome Avenue Line                                |          |
| 148th Street-Lenox Terminal             |  | Lenox Avenue Line                                 |          |
| 145th Street                            |  | Lenox Avenue Line                                 |          |
| 135th Street                            |  | Lenox Avenue Line                                 |          |
| 125th Street                            |  | Lenox Avenue Line                                 |          |
| 116th Street                            |  | Lenox Avenue Line                                 |          |
| 110th Street-Central Park North         |  | Lenox Avenue Line                                 |          |
| 125th Street                            |  | Lexington Avenue Line                             |          |
| 116th Street                            |  | Lexington Avenue Line                             |          |
| 110th Street                            |  | Lexington Avenue Line                             |          |
| 103rd Street                            |  | Lexington Avenue Line                             |          |
| 96th Street                             |  | Lexington Avenue Line                             |          |
| 86th Street                             |  | Lexington Avenue Line                             |          |
| 77th Street                             |  | Lexington Avenue Line                             |          |
| 68th Street-Hunter College              |  | Lexington Avenue Line                             |          |
| 59th Street                             |  | Lexington Avenue Line                             |          |
| 51st Street                             |  | Lexington Avenue Line                             |          |
| 42nd Street-Grand Central               |  | Lexington Avenue Line                             |          |
| 33rd Street                             |  | Lexington Avenue Line                             |          |
| 28th Street                             |  | Lexington Avenue Line                             |          |
| 23rd Street                             |  | Lexington Avenue Line                             |          |
| 18th Street                             |  | Lexington Avenue Line                             | gesloten |
| Astor Place                             |  | Lexington Avenue Line                             |          |
| Bleecker Street                         |  | Lexington Avenue Line                             |          |
| Spring Street                           |  | Lexington Avenue Line                             |          |
| Canal Street                            |  | Lexington Avenue Line                             |          |
| Worth Street                            |  | Lexington Avenue Line                             | gesloten |
| Brooklyn Bridge-City Hall               |  | Lexington Avenue Line                             |          |
| City Hall                               |  | Lexington Avenue Line                             | gesloten |
| Fulton Street                           |  | Lexington Avenue Line                             |          |
| Wall Street                             |  | Lexington Avenue Line                             |          |
| Bowling Green                           |  | Lexington Avenue Line                             |          |
| South Ferry                             |  | Lexington Avenue Line                             | gesloten |
| Metropolitan Avenue                     |  | Myrtle Avenue Line                                |          |
| Fresh Pond Road                         |  | Myrtle Avenue Line                                |          |
| Forest Avenue                           |  | Myrtle Avenue Line                                |          |
| Seneca Avenue                           |  | Myrtle Avenue Line                                |          |
| Myrtle-Wyckoff Avenues                  |  | Myrtle Avenue Line                                |          |
| Knickerbocker Avenue                    |  | Myrtle Avenue Line                                |          |
| Central Avenue                          |  | Myrtle Avenue Line                                |          |
| Essex Street                            |  | Nassau Street Line                                |          |
| Bowery                                  |  | Nassau Street Line                                |          |
| Canal Street                            |  | Nassau Street Line                                |          |
| Chambers Street                         |  | Nassau Street Line                                |          |
| Fulton Street                           |  | Nassau Street Line                                |          |
| Broad Street                            |  | Nassau Street Line                                |          |
| Sutter Avenue-Rutland Road              |  | New Lots Line                                     |          |
| Saratoga Avenue                         |  | New Lots Line                                     |          |
| Rockaway Avenue                         |  | New Lots Line                                     |          |
| Junius Street                           |  | New Lots Line                                     |          |
| Pennsylvania Avenue                     |  | New Lots Line                                     |          |
| Van Siclen Avenue                       |  | New Lots Line                                     |          |
| New Lots Avenue                         |  | New Lots Line                                     |          |
| President Street                        |  | Nostrand Avenue Line                              |          |
| Sterling Street                         |  | Nostrand Avenue Line                              |          |
| Winthrop Street                         |  | Nostrand Avenue Line                              |          |
| Church Avenue                           |  | Nostrand Avenue Line                              |          |
| Beverly Road                            |  | Nostrand Avenue Line                              |          |
| Newkirk Avenue                          |  | Nostrand Avenue Line                              |          |
| Flatbush Avenue                         |  | Nostrand Avenue Line                              |          |
| Pelham Bay Park                         |  | Pelham Line                                       |          |
| Buhre Avenue                            |  | Pelham Line                                       |          |
| Middletown Road                         |  | Pelham Line                                       |          |
| Westchester Square-East Tremont Avenue  |  | Pelham Line                                       |          |
| Zerega Avenue                           |  | Pelham Line                                       |          |
| Castle Hill Avenue                      |  | Pelham Line                                       |          |
| Parkchester                             |  | Pelham Line                                       |          |
| St. Lawrence Avenue                     |  | Pelham Line                                       |          |
| Morrison-Sound View Avenues             |  | Pelham Line                                       |          |
| Elder Avenue                            |  | Pelham Line                                       |          |
| Whitlock Avenue                         |  | Pelham Line                                       |          |
| Hunts Point Avenue                      |  | Pelham Line                                       |          |
| Longwood Avenue                         |  | Pelham Line                                       |          |
| East 149th Street                       |  | Pelham Line                                       |          |
| East 143rd Street-St. Mary's Street     |  | Pelham Line                                       |          |
| Cypress Avenue                          |  | Pelham Line                                       |          |
| Brook Avenue                            |  | Pelham Line                                       |          |
| 3rd Avenue-138th Street                 |  | Pelham Line                                       |          |
| Aqueduct Racetrack                      |  | Rockaway Line                                     |          |
| Aqueduct-North Conduit Avenue           |  | Rockaway Line                                     |          |
| Howard Beach-JFK                        |  | Rockaway Line                                     |          |
| Broad Channel                           |  | Rockaway Line                                     |          |
| Beach 67th Street-Gaston                |  | Rockaway Line                                     |          |
| Beach 60th Street-Straiton              |  | Rockaway Line                                     |          |
| Beach 44th Street-Frank Avenue          |  | Rockaway Line                                     |          |
| Beach 36th Street-Edgemere              |  | Rockaway Line                                     |          |
| Beach 25th Street-Wavecrest             |  | Rockaway Line                                     |          |
| Far Rockaway-Mott Avenue                |  | Rockaway Line                                     |          |
| Beach 90th Street-Holland               |  | Rockaway Line                                     |          |
| Beach 98th Street-Playland              |  | Rockaway Line                                     |          |
| Beach 105th Street-Seaside              |  | Rockaway Line                                     |          |
| Rockaway Park-Beach 116th Street        |  | Rockaway Line                                     |          |
| 179th Street                            |  | Queens Boulevard Line                             |          |
| 169th Street                            |  | Queens Boulevard Line                             |          |
| Parsons Boulevard                       |  | Queens Boulevard Line                             |          |
| Sutphin Boulevard                       |  | Queens Boulevard Line                             |          |
| Briarwood                               |  | Queens Boulevard Line                             |          |
| Union Turnpike-Kew Gardens              |  | Queens Boulevard Line                             |          |
| 75th Avenue                             |  | Queens Boulevard Line                             |          |
| Forest Hills-71st Avenue                |  | Queens Boulevard Line                             |          |
| 67th Avenue                             |  | Queens Boulevard Line                             |          |
| 63rd Drive-Rego Park                    |  | Queens Boulevard Line                             |          |
| Woodhaven Boulevard                     |  | Queens Boulevard Line                             |          |
| Grand Avenue-Newtown                    |  | Queens Boulevard Line                             |          |
| Elmhurst Avenue                         |  | Queens Boulevard Line                             |          |
| Roosevelt Avenue-Jackson Heights        |  | Queens Boulevard Line                             |          |
| 65th Street                             |  | Queens Boulevard Line                             |          |
| Northern Boulevard                      |  | Queens Boulevard Line                             |          |
| 46th Street                             |  | Queens Boulevard Line                             |          |
| Steinway Street                         |  | Queens Boulevard Line                             |          |
| 36th Street                             |  | Queens Boulevard Line                             |          |
| Queens Plaza                            |  | Queens Boulevard Line                             |          |
| 23rd Street-Ely Avenue                  |  | Queens Boulevard Line                             |          |
| Lexington Avenue-53rd Street            |  | Queens Boulevard Line                             |          |
| 5th Avenue/53rd Street                  |  | Queens Boulevard Line                             |          |
| 7th Avenue                              |  | Queens Boulevard Line                             |          |
| 50th Street                             |  | Queens Boulevard Line                             |          |
| 8th Avenue                              |  | Sea Beach Line                                    |          |
| Fort Hamilton Parkway                   |  | Sea Beach Line                                    |          |
| New Utrecht Avenue                      |  | Sea Beach Line                                    |          |
| 18th Avenue                             |  | Sea Beach Line                                    |          |
| 20th Avenue                             |  | Sea Beach Line                                    |          |
| Bay Parkway                             |  | Sea Beach Line                                    |          |
| Kings Highway                           |  | Sea Beach Line                                    |          |
| Avenue U                                |  | Sea Beach Line                                    |          |
| 86th Street                             |  | Sea Beach Line                                    |          |
| Coney Island-Stillwell Avenue           |  | Sea Beach Line                                    |          |
| 9th Avenue                              |  | West End Line                                     |          |
| Fort Hamilton Parkway                   |  | West End Line                                     |          |
| 50th Street                             |  | West End Line                                     |          |
| 55th Street                             |  | West End Line                                     |          |
| 62nd Street                             |  | West End Line                                     |          |
| 71st Street                             |  | West End Line                                     |          |
| 79th Street                             |  | West End Line                                     |          |
| 18th Avenue                             |  | West End Line                                     |          |
| 20th Avenue                             |  | West End Line                                     |          |
| Bay Parkway                             |  | West End Line                                     |          |
| 25th Avenue                             |  | West End Line                                     |          |
| Bay 50th Street                         |  | West End Line                                     |          |
| Coney Island-Stillwell Avenue           |  | West End Line                                     |          |
| 241st Street                            |  | White Plains Road Line                            |          |
| Nereid Avenue                           |  | White Plains Road Line                            |          |
| 233rd Street                            |  | White Plains Road Line                            |          |
| 225th Street                            |  | White Plains Road Line                            |          |
| 219th Street                            |  | White Plains Road Line                            |          |
| Gun Hill Road                           |  | White Plains Road Line                            |          |
| Burke Avenue                            |  | White Plains Road Line                            |          |
| Allerton Avenue                         |  | White Plains Road Line                            |          |
| Pelham Parkway                          |  | White Plains Road Line                            |          |
| Bronx Park East                         |  | White Plains Road Line                            |          |
| East 180th Street                       |  | White Plains Road Line                            |          |
| West Farms Square-East Tremont Avenue   |  | White Plains Road Line                            |          |
| 174th Street                            |  | White Plains Road Line                            |          |
| Freeman Street                          |  | White Plains Road Line                            |          |
| Simpson Street                          |  | White Plains Road Line                            |          |
| Intervale Avenue                        |  | White Plains Road Line                            |          |
| Prospect Avenue                         |  | White Plains Road Line                            |          |
| Jackson Avenue                          |  | White Plains Road Line                            |          |
| 3rd Avenue-149th Street                 |  | White Plains Road Line                            |          |